# 고마쓰번
코마츠번(일본어: 小松藩 こまつはん[*])은 이요국 동부에 위치했던 번이다. 번청은 슈후군 신야시키무라 (현 에히메현 사이죠시 코마츠쵸)의 코마츠 진야이다.
고쿠다카는 1만석의 작은 번으로, 에도 시대 초기인 1636년부터 폐번치현까지, 토자마 다이묘의 히토츠야나기가가 9대 약 230년에 걸쳐 다스렸다.

## 역대 번주

### 히토츠야나기가
토자마 다이묘 (1636년 - 1871년). 고쿠다카 1만석
1. 히토츠야나기 나오요리
2. 히토츠야나기 나오하루
3. 히토츠야나기 요리노리
4. 히토츠야나기 요리쿠니
5. 히토츠야나기 요리카즈
6. 히토츠야나기 요리요시
7. 히토츠야나기 요리치카
8. 히토츠야나기 요리츠구
9. 히토츠야나기 요리아키라

## 정치
가로는 1명이었고, 키타가와가가 대대로 계승했다. 가록은 번내 최대인 4백석이었다. 가로에 이어, 부교직이 놓이면서 번정은 가로와 여러 부교의 합의제에 의해 운영되고 있었다. 가로의 집무실은 진야 맞은편에 위치한 회소(会所)라는 건물 안에 위치해있다.
가신의 수도 적어, 에도 시대 중기에는 무사는 약 70명, 아시가루ㆍ소샤 등이 약 100명이었다. 막부 말기인 덴포 9년의 조사에서는 무사 60명, 아시가루 40명으로 기록되어있다.

## 경제
영내의 오오죠인무라에는 이치노카와 광산 (현재 사이죠시 이치노카와)가 있고, 휘안석 (당시 용어로는 「시라메(白目)」, 「시라미(白味)」 등으로 불림)이 특산품이었다. 또, 2대 번주 나오하루 시대에 오스번령에서 코니시 덴베에를 불러 제지업을 산업으로 삼았다. 코마츠번의 화지 생산은 분세이 연간 (1818년 - 1830년) 무렵에 전성기를 맞이하여, 번의 전매품으로 오사카에 출하되었다.
이런 생산품이 있었지만, 참근교대나 에도 저택의 유지 등 때문에, 다른 많은 번들과 마찬가지로, 재정은 아주 나빴고, 빚도 증가하였다. 영내 상인 등은 영민으로부터 상납금, 번사의 감봉을 자주 실시했다.
간세이 5년 (1793년)에는 타케바나 세이슈의 진언에 따라 "銭預かり札"라는 명목으로 막부의 공식 허가를 받지 않은 채, 실질적인 번찰을 발행하였다. 메이지 유신 후, 메이지 정부는 여러 번의 번찰을 무효화하며, 새 화폐 (엔)와 교환하는 조치를 취했지만 (신화조례), 코마츠번의 銭預かり札는 막부의 공인을 받지 않은 사찰로 여겨져, 정부에 의한 교환이 거부되었다.

## 번정사료

### 회소일기(会所日記)
가로와 월번 부교에 의해 계승된 기록 「会所日記」가 교호 원년 (1716년)부터 게이오 2년 (1866년)까지의 150년에 걸쳐 쓰여졌고, 현존하고 있다. 내용은 번의 정무, 번사나 상인, 영민의 생활 동향, 사건이나 소문 등 다방면으로 쓰여져있다. 총 262권에 이르는 기록으로, 1971년, 코마츠쵸 문화재로 지정되었다.
회소일기의 내용은 『小松町誌』 (1992년) 편찬이 시작되면서 조사되었으며, 효고역사연구회의 키타무라 쿠니테루가 원본 해독에 임했다. 2001년에는 마스카와 코이치의 집필에 의해 (키타무라도 원본 해독으로서 저자로 거론됨), 슈에이샤 신서로부터 『이요 코마츠번 회소일기(伊予小松藩会所日記)』가 간행되어 일반인에게 그 내용을 소개하고 있다.

## 막부 말기의 영지
- 이요국
  - 니이군 중 4개 마을
  - 슈후군 중 11개 마을

코마츠 진야는 슈후군 신야시키무라에 있었다. 진야 주변의 가도변에는 상업지구로서 코마츠쵸 (코마츠진야마치)가 만들어졌는데, 이것이 영내에는 유일한 마을이며, 번에서는 간단하게 마치라고도 불렸다.
코마츠번은 동쪽에 인접한 사이죠번령을 사이에 두고, 니이군 내에 번과 멀리 떨어진 곳에 4개의 마을을 갖고 있었다. 니이군의 소령은 키미시마야마무라ㆍ한다무라ㆍ오오죠인무라ㆍ하기오무라의 4개 마을로 이루어져 있었다.

## 같이 보기
- 이요 8번